# 1791
1791 (MDCCXCI) a fost un an obișnuit al calendarului gregorian, care a început într-o zi de vineri.

## Evenimente

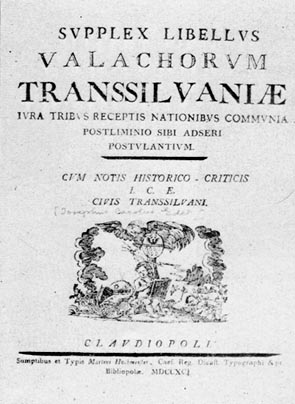
martie: Supplex Libellus Valachorum. Prin memoriu românii cereau drepturi civile și politice egale pentru națiunea română.

- 19 aprilie: Parlamentul Regatului Unit a respins moțiunea lui William Wilberforce pentru abolirea sclaviei.
- 20-21 iunie: Fuga regelui Ludovic al XVI-lea al Franței și arestarea de la Varennes
- 2 iulie: Indienii Cherokee sunt dispuși să se pună sub protecția exclusivă a Statelor Unite prin Tratatul de la Holston.
- 6 august: Poarta Brandenburg din Berlin este finalizată.
- 13 septembrie: Regele Ludovic al XVI-lea al Franței acceptă versiunea finală a Constituției.
- 18 septembrie: Proclamarea Constituției franceze.
- 5 decembrie: Compozitorul austriac Wolfgang Amadeus Mozart moare la vârsta de 35 de ani în casa sa din Viena și este înmormântat două zile mai târziu.
- 29 decembrie: Se încheie Tratatul de pace ruso-turc de la Iași, prin care Rusia primea Oceakovul și teritoriul dintre Bug și Nistru, Nistrul devenind granița ruso-turcă.

### Nedatate
- martie: Supplex Libellus Valachorum. Românii din Transilvania au trimis Primul Supplex Consiliului de Stat din Viena prin episcopul greco-catolic de Oradea. Prin memoriu românii cereau drepturi civile și politice egale pentru națiunea română.

## Nașteri
- 15 ianuarie: Pavel Fiodorov, diplomat și militar rus (d. 1855)
- 15 ianuarie: Franz Grillparzer, dramaturg și poet austriac (d. 1872)
- 9 februarie: Jean Cruveilhier, medic și anatomist francez (d. 1874)
- 21 februarie: Carl Czerny, compozitor, pianist și profesor austriac (d. 1857)
- 8 martie: Kazimierz Brodziński, poet, critic literar și istoric literar polonez (d. 1835)
- 9 aprilie: George Peacock, matematician englez  (d. 1858)
- 23 aprilie: James Buchanan, politician american, al 15-lea președinte al Statelor Unite (d. 1868)
- 27 aprilie: Samuel Morse, inventator american (d. 1872)
- 4 septembrie: Jan Svatopluk Presl, savant ceh (d. 1849)
- 5 septembrie: Giacomo Meyerbeer, compozitor evreu-german (d. 1864)
- 20 septembrie: Serghei Aksakov, scriitor rus (d. 1859)
- 22 septembrie: Michael Faraday, fizician și chimist englez (d. 1867)
- 11 noiembrie: József Katona, scriitor maghiar (d. 1830)
- 18 noiembrie: Alexandru Sturdza, diplomat rus de origine greco-română (d. 1854)
- 10 decembrie: Friedrich von Gärtner, arhitect german (d. 1847)
- 12 decembrie: Arhiducesa Marie Louise a Austriei, a doua soție a lui Napoleon (d. 1847)
- 26 decembrie: Charles Babbage, matematician și inginer mecanic englez (d. 1871)
- 26 decembrie: Théodore Géricault, pictor și litograf francez (d. 1824)

## Decese
- 1 ianuarie: Iakov Kniajnin, 49 ani, dramaturg rus (n. 1742)
- 24 aprilie: Benjamin Harrison V, 65 ani, revoluționar american (n. 1726)
- 17 septembrie: Tomás de Iriarte (Tomas Yriarte), 41 ani, poet spaniol (n. 1750)
- 11 octombrie: Giovanni Salvemini (n. Giovanni Francesco Mauro Melchiorre Salvemini di Castiglione), 83 ani, matematician și astronom italian (n. 1704)
- 16 octombrie: Grigori Potiomkin (Potemkin), 52 ani, general-feldmareșal rus (n. 1739)
- 5 decembrie: Wolfgang Amadeus Mozart (n. Johannes Chrysostomus Wolfgangus Theophilus Mozart), 35 ani, compozitor austriac (n. 1756)